# 堀池春峰
堀池 春峰（ほりいけ しゅんぽう、本名：堀池 義也(よしや)、1918年（大正7年）12月8日 - 2001年（平成13年）8月31日）は、東大寺の僧、職員、仏教学者、古文書研究者、大学講師・教授。東大寺史研究所長。

## 略歴
1918年（大正7年）12月8日、東大寺修二会の三役の一つの会計職などの「小綱」（しょうこう）を代々、務めてきた堀池家に長男として生まれる。1936年（昭和11年）3月、旧制奈良県立奈良中学校（現・奈良県立奈良高等学校）を卒業。同年4月6日、雲井春海東大寺管長のもと得度し、僧名を春峰とする。翌年2月に東大寺小綱職となり、1980年までほぼ毎年、同寺二月堂の修二会(お水取り)に42回参籠する。特に物資不足の戦中戦後に用度担当者として食糧や資材の確保、人員調達に奔走し、修二会の中断を防いで評価が高い。1940年、東大寺発行の雑誌『華厳』の編集委員に就任。同年3月、修二会参籠中に応召され、紙衣のまま送りだされ7月傷病除隊する。1948年3月、京都大学文学部国史学専攻を卒業し、同年4月、京都大学文学部大学院(旧制)に入学する。1951年から1965年7月まで、文化財保護委員会の依嘱で、奈良県、京都市、滋賀県、和歌山県の寺院所蔵の仏典・文書の調査に従事して仏教調査の基礎を確立する。そして、高山寺、醍醐寺などの古文書研究で業績を残した。1953年4月から2001年3月まで奈良国立文化財研究所の非常勤調査員となる。1961年5月、東大寺図書館司書となり、1964、1966〜1968年関西大学文学部非常勤講師、1965年奈良女子大学文学部非常勤講師、1970〜1988年、奈良大学文学部客員教授（古文書学）になる。1985年に東大寺史研究所長に就任する。2001年8月31日午前9時、骨盤内腫瘍のため奈良市内の病院で死去した。享年82。
1952年、奈良県綜合文化調査委員となり、1966年、奈良市文化財審議委員、東寺百合文書査定委員、1989年、奈良文化財委員となる。その後、奈良国立博物館評価委員をたびたび勤める。
1965年に全真言宗文化賞を受賞、1977年には「古代朝鮮・日本仏教文化交渉史の研究」で朝日新聞文化賞を受賞する。2000年には文化財保護法五十年特別功労者文部大臣表彰を受けた。（以上）

## 著作
- 奈良の大仏（歴史絵本） 堀池春峰 監修、文:山本和子、画:村上正師、善本社、2005年11月
- 東大寺史へのいざない 東大寺 監修 堀池春峰、編:東大寺史研究所、昭和堂、2004年4月
- 東大寺文書を読む 堀池春峰 監修、編:綾村宏、永村眞、湯山賢一、思文閣、2001年6月
- 絵本 奈良の大仏 堀池春峰 監修、文:山本和子、画:村上正師、善本社、2000年10月
- 東大寺お水取り 二月堂修二会の記録と研究 堀池春峰・著者代表、小学館、1996年5月
- 中世寺院史の研究 中世寺院史研究会 編、法蔵館、1988年3月
- 霊山寺と菩提僧正記念論集 堀池春峰 編、大本山霊山寺、1988年5月
- 南都仏教史の研究 東大寺 法蔵館 2004年3月
- 南都仏教史の研究（下）諸寺篇 法蔵館 1982年
- 南都仏教史の研究 （上 下）遺芳篇 1980、2004年